# Cristalloluminescence
La cristalloluminescence est un phénomène d'émission lumineuse observé lors de la cristallisation d'un sel depuis une solution ou une phase liquide du composé.